# Морозько Максим Петрович
Морозько Максим Петрович — лейтенант медичної служби Збройних сил України. Медична рота 95-ї окремої аеромобільної бригади (2014—2015).

## Біографія
Народився 3 листопада 1986 р. в місті Шостка Сумської області. Закінчив у 2004 році Шосткинську загальноосвітню школу I—III ступенів № 5. З 2004 по 2010 — навчання на Медичному факультеті № 3 (педіатрія) в НМУ ім. О. О. Богомольця у Києві.[джерело?]
У 2013 році пройшов спеціалізацію з дитячої анестезіології, працював у відділенні інтенсивної терапії Комунальної установи «Центральної дитячої міської лікарні» Житомира.[джерело?]
1 квітня 2014 року зарахований по мобілізації до штату 95 ОАеМБр на посаду лікаря операційно-перев'язувального відділення медичної роти.[джерело?]
Демобілізований з лав ЗСУ в березні 2015 року.[джерело?]

## Нагороди
- Орден Богдана Хмельницького III ступеня (25 грудня 2015) — за особисту мужність і самовідданість, виявлені у захисті державного суверенітету та територіальної цілісності України, високий професіоналізм, вірність військовій присязі[1].
- Відзнака Міністерства оборони України Нагрудний знак «За військову доблесть» (23 березня 2015) — за особисту мужність і героїзм, проявлені під час виконання спеціальних завдань в ході антитерористичної операції, зразкове виконання військового обов'язку, вірність військовій присязі та високий професіоналізм[2]
- Нагрудний знак «За оборону Донецького аеропорту»
- Відзнака Начальника Генерального Штабу Збройних сил України Нагрудний знак «Учасник АТО»
- Орден святого Пантелеймона (27 липня 2024)[3]